# Пъстървоподобни (надразред)
Пъстървоподобните (Protacanthopterygii) са надразред животни от клас Лъчеперки (Actinopterygii).
Те включват 4 съвременни разреда риби, обитаващи както соленоводни, така и сладководни басейни, като предпочитат умерени температури и са по-разнообразни в Северното полукълбо.

## Разреди
надразред Protacanthopterygii – Пъстървоподобни
- разред Argentiniformes
- разред Esociformes – Щукоподобни
- разред Osmeriformes —
- разред Salmoniformes – Пъстървоподобни